# 에이리온

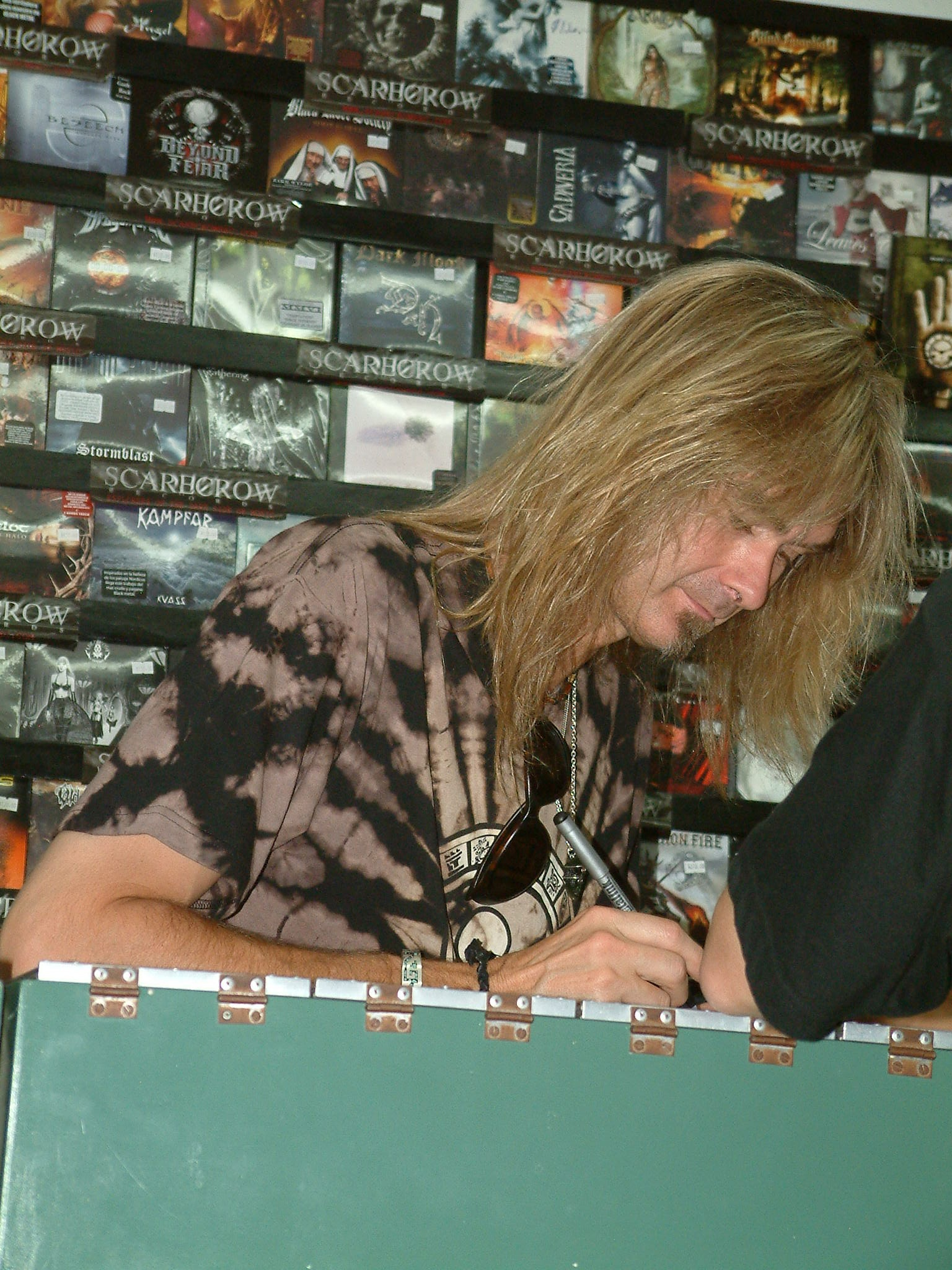

에이리온(Ayreon)은 네덜란드의 하드 록 밴드 벤전스의 기타리스트 아르옌 안토니 루카센이 주체가 된 록 프로젝트이다.